# Cam Gigandet

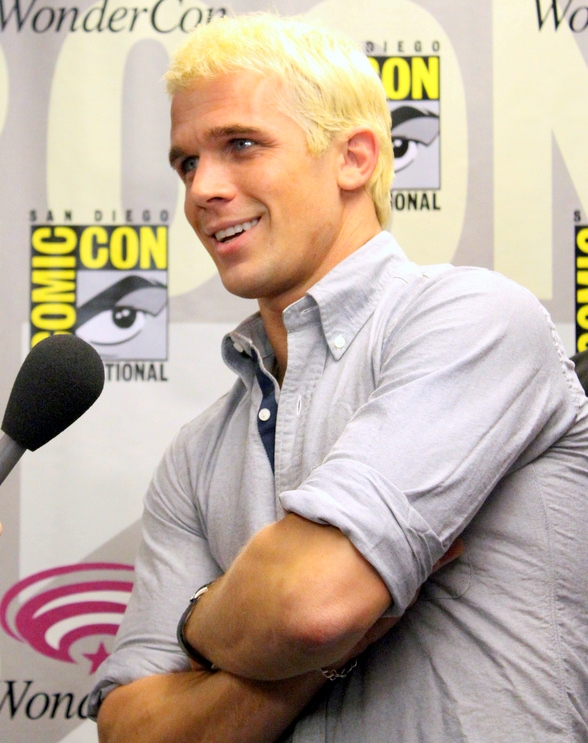
Cam Gigandet (2011)

Cameron „Cam“ Joslin Gigandet (* 16. August 1982 in Tacoma, Washington) ist ein US-amerikanischer Schauspieler.

## Leben
Gigandet begann 2003 seine Karriere mit einer Gastrolle in der Serie CSI: Vegas. Kurz darauf erhielt er eine wiederkehrende Rolle in der Seifenoper Schatten der Leidenschaft und war danach 2005 in sechs Episoden in der hochgelobten, aber kurzlebigen Serie Jack & Bobby zu sehen. Die Rolle des Surfers Kevin Volchok in der Fernsehserie O.C., California machte ihn schließlich bekannt und verhalf ihm zu weiteren Filmrollen.
2008 wirkte er an der Romanverfilmung Twilight – Biss zum Morgengrauen mit, in der er den Vampir und Menschenjäger James spielte. 2009 trat er an der Seite von Odette Yustman in dem Horrorfilm The Unborn sowie in dem Science-Fiction-Thriller Pandorum auf. In dem Musikfilm Burlesque war er 2010 neben Christina Aguilera und Cher zu sehen.
Seit April 2009 ist Gigandet Vater einer Tochter. Im Januar 2013 kam Gigandets zweites Kind, ein Junge, auf die Welt. Im Dezember 2015 kam sein drittes Kind, wieder ein Mädchen, zur Welt. Die Mutter der Kinder ist Gigandets langjährige Freundin Dominique Geisendorff.

## Filmografie (Auswahl)
- 2003: CSI: Vegas (CSI: Crime Scene Investigation, Fernsehserie, Folge 4x04)
- 2004: Schatten der Leidenschaft (The Young and the Restless, Seifenoper, sieben Folgen)
- 2004: Mistaken
- 2005: Jack & Bobby (Fernsehserie, fünf Folgen)
- 2005–2006: O.C., California (The O.C., Fernsehserie, 15 Folgen)
- 2007: Who’s Your Caddy?
- 2008: The Fighters (Never Back Down)
- 2008: Twilight – Biss zum Morgengrauen (Twilight)
- 2009: The Unborn
- 2009: Pandorum
- 2009: Five Star Day
- 2010: Burlesque
- 2010: Einfach zu haben (Easy A)
- 2010: The Experiment
- 2011: The Roommate
- 2011: Priest
- 2011: Trespass
- 2012: Code Name: Geronimo (Seal Team Six: The Raid on Osama Bin Laden)
- 2013: Plush
- 2014: Ich und mein Ding (Bad Johnson)
- 2014: Red Sky
- 2014: Reckless (Fernsehserie, 13 Folgen)
- 2014: In the Blood
- 2014: 4 Minute Mile
- 2016: Die glorreichen Sieben (The Magnificent Seven)
- 2016: Ein tödliches Versprechen (Broken Vows)
- 2016–2018: Ice (Fernsehserie, 20 Folgen)
- 2017: The Shadow Effect – Keine Erinnerung. Keine Kontrolle (The Shadow Effect)
- 2019: Life-Snatcher (Assimilate)
- 2020: Dangerous Lies
- 2021: Tom Clancy’s Gnadenlos (Tom Clancy’s Without Remorse)
- 2022: 9 Bullets
- 2022: Blowback – Time for Payback (Blowback)
- 2022: Violent Night
- 2022: Black Warrant – Tödlicher Auftrag (Black Warrant)
- 2023: Der große Raub – Righteous Thieves (Righteous Thieves)
- 2023: Two Sinners and a Mule
- 2023: Shrapnel – Kampf mit dem Kartell (Shrapnel)
- 2023: Die Braut die sich traut (Til Death Do Us Part)
- 2024: Outlaw Posse
- 2024: Six Undercover (Mafia Wars)
- 2024: 72 Hours
- 2025: Love Hurts – Liebe tut weh (Love Hurts)

## Auszeichnungen
- 2008: MTV Movie Award in der Kategorie Best Fight (zusammen mit Sean Faris) für The Fighters
- 2009: MTV Movie Award in der Kategorie Best Fight (zusammen mit Robert Pattinson) für Twilight – Biss zum Morgengrauen
- 2009: Teen Choice Award in der Kategorie Movie: Villain für Twilight – Biss zum Morgengrauen
- 2009: Teen Choice Award in der Kategorie Movie: Rumble (zusammen mit Robert Pattinson) für Twilight – Biss zum Morgengrauen